# Ústřední sekretariát
Ústřední sekretariát (čínsky: znaky 中書省, pinyin zhòngshū shěng, český přepis čung-šu šeng) byl počínaje obdobím po pádu dynastie Chan koncem 3. století jedním ze tří nejvyšších civilních úřadů ve staré Číně v systému organizace vládní administrativy známém jako tři kanceláře a šest ministerstev. V říši Jüan byl nejvyšším orgánem civilní státní správy. Následující mingská správa jej převzala, ale už roku 1380 byl zrušen. Jeho místo postupně zaujal Velký sekretariát (內閣, nej-ke).

## Název
Šeng (省) je část nebo oddělení zabývající se dohledem nad svěřeným oborem nebo oblastí s cílem zlepšení jeho fungování, postupně získalo mimo jiné význam provincie. Čung-šu (中書) znamenalo „ústřední/centrální dokumentace“, to jest ty nejvýznamnější písemnosti, sestavované v bezprostředním okolí císaře; případně „palácoví písař(i)“.

## Historie
Poprvé se úřad nazvaný čung-šu objevil za vlády chanského císaře Wu-tiho (vládl 141–87 př. n. l.). Vládní úředníci totiž neměli přístup do vnitřních prostor císařského paláce (Zakázaného města), neformálně se proto vyřizování císařské korespondence věnovali i někteří eunuši. Císař Wu-ti jejich postavení formalizoval zřízením úřadu eunušských tajemníků. Tito byli označováni čung-šu, nebo čung šang-šu. Patrně prvním z nich byl S’-ma Čchien po jeho kastraci. V jejich čele stál ředitel čung šang-šu ling (中尚書令), krátce čung-šu ling (中書令). Roku 29 př. n. l. císař Čcheng-ti v rámci širší reorganizace sekretářských úřadů eunušské tajemníky čung-šu zrušil.
V  období tří říší v počátcích dynastie Wej vznikla kancelář čung-šu složená z úřednických tajemníků jako protiváha kanceláře šang-šu, která se pak omezila na rutinní řízení administrativy. Základem čung-šu šengu byl sekretariát Cchao Chaje, otce prvního wejského císaře. Za dynastie jižní Ťin vznikla ještě kancelář men-sia (門下省, men-sia šeng); v čele administrativy pak byly tři kanceláře. Od vzniku do sungské doby byl ústřední sekretariát zodpovědný za navrhování a vyhlašování císařských výnosů a rozhodnutí, obvykle měl rozhodující podíl i na rozhodování o směru vládní politiky. Spolupracoval s kanceláří men-sia, která připomínkovala a hodnotila všechny výnosy. Ke schválení rozhodnutí nemohlo dojít bez souhlasu obou institucí. Realizaci přijatých opatření měla na starosti kancelář šang-šu, které podléhala ministerstva.
V suejské Číně s pozměněným názvem nej-š’ šeng byl jedním z pětice vrcholných úřadů. Po většinu doby vlády tchangského režimu se vrátil ke starému názvu, i za Sungů byl součástí dominantní trojice úřadů. Změnu přinesla dynastie Jüan, kdy se ústřední sekretariát stal vrcholným orgánem civilní správy a kancléř (čung-šu-ling) stojící v jeho čele zaujal postavení odpovídající dnešnímu předsedovi vlády. Úřad kancléře v jüanské říši zastával obvykle následník trůnu, který se věnoval jiným povinnostem, nebo byl nezletilý. Proto fakticky v čele úřadu stáli jeho dva hlavní rádci (丞相, čcheng-siang).
Nová mingská vláda nastoupivší roku 1368 zprvu převzala jüanskou strukturu administrativy s ústředním sekretariátem v čele státní správy a dvěma hlavními rádci v jeho čele. Roku 1380 byl Chu Wej-jung, který stál v čele ústředního sekretariátu a celé vlády, obviněn ze spiknutí a popraven. Téhož roku v rámci celkové reorganizace vlády císař Chung-wu v obavách z přílišné koncentrace moci na jednom místě celý úřad bez náhrady zrušil.

## Seznam mingských hlavních rádců
| Období    | Hlavní rádce zleva     | Hlavní rádce zprava      |
| --------- | ---------------------- | ------------------------ |
| 1368–1371 | Li Šan-čchang (李善長) | Sü Ta (徐達)             |
| 1371      | Sü Ta                  | Wang Kuang-jang (汪廣洋) |
| 1371–1373 | –                      | Wang Kuang-jang          |
| 1373–1377 | –                      | Chu Wej-jung (胡惟庸)    |
| 1377–1380 | Chu Wej-jung           | Wang Kuang-jang          |